# Подводные лодки проекта 094 «Цзинь»
Подводные лодки проекта 094 «Цзинь» (кит. 晋级潜艇) — серия китайских  стратегических атомных подводных лодок (ПЛАРБ; ракетный подводный крейсер стратегического назначения, РПКСН). 
Построены в 1999—2020 годах.

## История
Подлодки класса «Цзинь» разрабатывались в Китае для замены устаревшей и сравнительно ненадёжной стратегической АПЛ класса 092 «Ся», созданной на базе первых китайских АПЛ проекта 091 «Хань». 
Строительство головного корабля было начато в 1999 году, окончание строительства всей серии планировалось к 2020 году.
Новая китайская атомная субмарина была впервые замечена на геоинтерфейсе Google Earth (сообщение издание World Tribune) — она была сфотографирована частным спутником QuickBird в конце 2006 года и, как полагают американские эксперты, стратегический атомоход принадлежит классу 094 Jin («Цзинь»). Лодка была сфотографирована спутником во время её стоянки на базе Сяопиндао (Xiaopingdao) близ Даляня (Желтое море).
По оценке Разведывательного управления ВМС США в 2014 году подводные лодки типа «Цзинь» начнут выходить на боевые патрулирования. 
В 2020 году Китай располагал шестью подлодками этого проекта.

## Конструкция

### Вооружение
По данным американской разведки, подводные лодки типа 094 несут по 12, а модификация 094А — по 16 баллистических ракет типа Цзюйлан-2 (JL-2) с дальностью действия 7200 км. Данные ракеты являются подводным вариантом новейших китайских стратегических ракет наземного базирования Дунфэн-31 (DF-31). Российские специалисты полагают, что JL-2 — отдельная разработка: трехступенчатая DF-31 слишком велика для размещения в ракетных шахтах подводного крейсера.
В 2010 году в ежегодном докладе Пентагона сообщалось, что испытания ракеты JL-2 («Цзюйлан-2») прошли неудачно — ракета провалила заключительную серию испытаний, в связи с чем дату введения в эксплуатацию лодок проекта 094 с JL-2 предсказать сложно.
Слухи, распускаемые некоторыми СМИ о якобы увеличенном до 16 ракет боекомплекте или о новых ракетах JL-3, не соответствуют действительности, потому что высота ракетного «горба» не изменилась и в нём по-прежнему только 12 ракетных шахт (на парадах в Пекине показывают действующую ракету JL-2, а не JL-3, которая ещё не принята на вооружение и предназначена для другой подлодки).

## Представители
Первая субмарина вошла в строй в 2004 году и получила бортовой номер 409. 
Предполагается наличие в эксплуатации[когда?] по крайней мере двух субмарин класса «Цзинь». 
По данным китайских СМИ, в марте 2010 года на воду была спущена шестая по счету подлодка данного типа.
Модернизированной версией субмарины типа 094 стал проект 094A (при её создании удалось решить одну из ключевых проблем, связанную с шумностью, за счет улучшения гидрокинетической и турбулентной систем; головной корабль был представлен 30 апреля 2021, по случаю празднования 72-й годовщины образования Военно-морских сил НОАК), в состав вооружения которой входит новая межконтинентальная баллистическая ракета морского базирования (БРПЛ) «Цзюйлан-3» (Julong-3, JL-3, «Большая волна-3»), способная поражать цели в глубине территории США.